# جاي مارتن (لاعب كرة قدم)
جاي مارتن (بالإنجليزية: Jae Martin)‏ هو لاعب كرة قدم بريطاني في مركز الهجوم، ولد في 5 فبراير 1976 في هامبستاد في المملكة المتحدة. لعب مع برمنغهام سيتي ونادي أثرستون تاون ونادي بيتربورو يونايتد ونادي ساوثيند يونايتد ونادي سوليهول لكرة القدم ونادي ليتون أورينت ونادي لينكولن سيتي ونادي موور غرين لكرة القدم ونادي وكينغ.

## وصلات خارجية
- جاي مارتن (لاعب كرة قدم) على موقع قاعدة بيانات كرة القدم.إي يو (الإنجليزية)
- جاي مارتن (لاعب كرة قدم) على موقع Soccerbase.com (لاعب) (الإنجليزية)